# Aspilota vincibilis
Aspilota vincibilis är en stekelart som beskrevs av Sergey A. Belokobylskij 2007. Aspilota vincibilis ingår i släktet Aspilota och familjen bracksteklar. Inga underarter finns listade.